# CA Boca Juniors

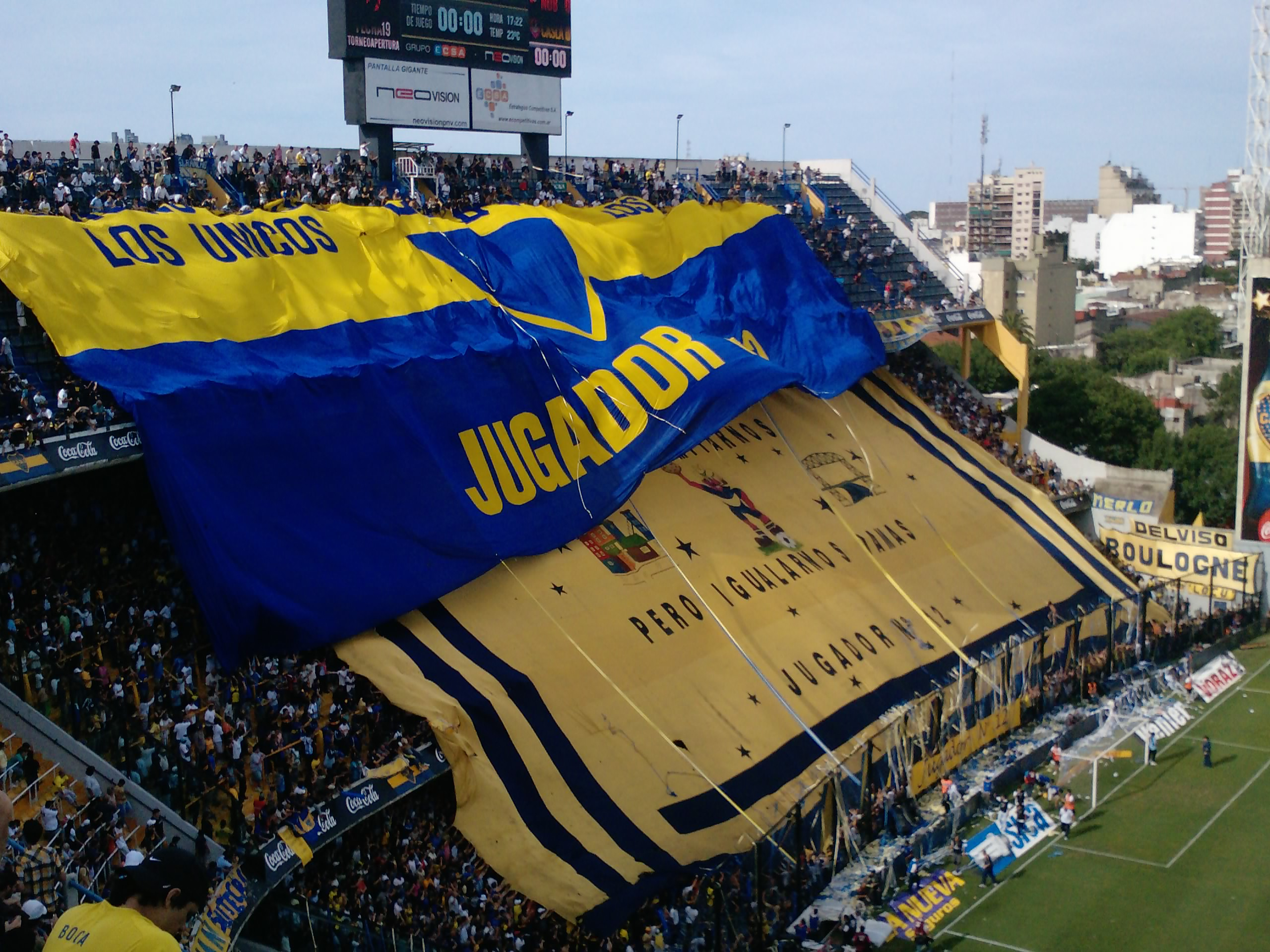

Club Atlético Boca Juniors je argentinský fotbalový klub, založený ve čtvrti La Boca v Buenos Aires. Ačkoli se klub účastní mnoha sportovních odvětví, Boca Juniors je známa zejména díky svému fotbalovému mužstvu, které se probojovalo do 1. argentinské ligy v roce 1913 a od té doby nikdy nesestoupilo. Hlavním rivalem klubu je CA River Plate, s kterým hraje zápasy známé jako Superclásico.
Klub byl založen 3. dubna 1905 pěti italskými přistěhovalci. Boca Juniors má kromě fotbalového týmu také basketbalový, plavecký, volejbalový, zápasnický a gymnastický tým.

## Dresy
Podle klubových stránek byly původní dresy bíle s černými svislými pruhy, poté byly změněny na světlé modré dresy a po nich byly osvojeny dresy modro-zlaté. Nicméně některé verze tvrdí, že původní dresy byly růžové, avšak toto bylo vyvráceno několika novináři a historiky, kteří uvádějí, že Boca Juniors s největší pravděpodobností nikdy nenosila růžové dresy, neboť nebyla potvrzena pravdivost svědectví.[zdroj?]

### Výrobci dresů a sponzoři

Dresy v Muzeu Bocy Juniors

| Období  | Výrobce dresu | Hlavní sponzor          |
| ------- | ------------- | ----------------------- |
| 1980–80 | Adidas        | None                    |
| 1983    | Adidas        | Vinos Maravilla         |
| 1984    | Adidas        | Dekalb                  |
| 1985    | Adidas        | None                    |
| 1986–88 | Adidas        | Fate                    |
| 1989–92 | Adidas        | FIAT                    |
| 1992–95 | Olan          | Parmalat                |
| 1995–96 | Olan / Topper | Quilmes                 |
| 1996–01 | Nike          | Quilmes                 |
| 2001–03 | Nike          | Pepsi                   |
| 2003–04 | Nike          | Pepsi & Goodyear        |
| 2004–05 | Nike          | Red Megatone & Goodyear |
| 2006    | Nike          | Megatone & Goodyear     |
| 2007–09 | Nike          | Megatone & Unicef       |
| 2009–11 | Nike          | LG & Total              |
| 2012–14 | Nike          | BBVA & Total            |
| 2014–16 | Nike          | BBVA & Citroën          |
| 2016-   | Nike          | BBVA & Huawei           |

### Vývoj dresů a vzácných modelů

#### Vývoj domácích dresů
| 1905 | 1905-06 | 1906–07 | 1907–12 | 1913- |  |

#### Vzácné a slavnostní dresy
| 1925 · European tour | 1963 · venkovní | 1996-97 · domácí | 1998 Copa Mercosur | 1998-99 · domácí |  |  | 1999-00 · domácí |  | 2005 | 2010 |  | 2012 | 2013 | 2013-14 venkovní |  |

|  | 2014 třetí |  | 2016 třetí |

## Znak klubu

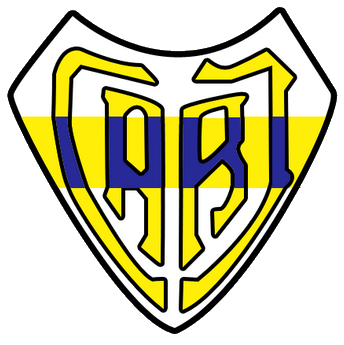
1922-55
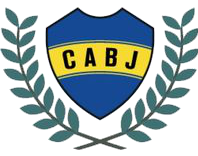
1955
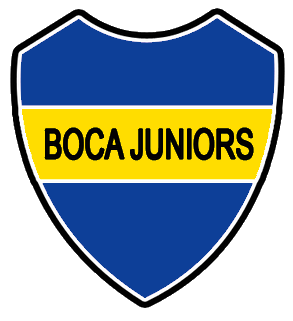
1960-70
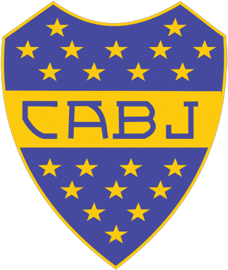
1970-96
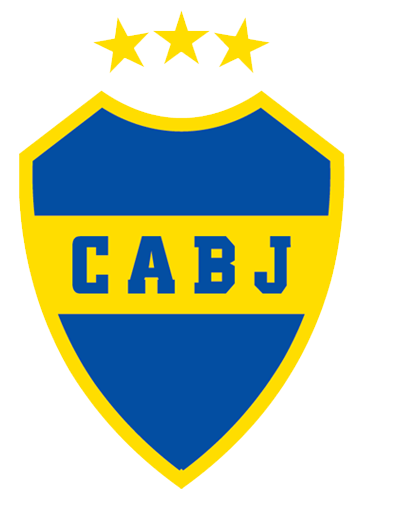
2007-09
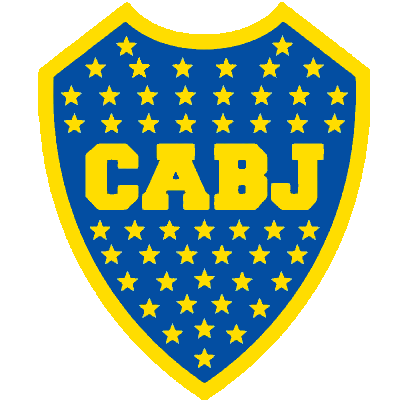
1995–07 / 2009-

## Významní hráči
- Roberto Cherro (1926-1938)
- Francisco Varallo (1931-1940)
- Carlos Sosa (1941-1951)
- Antonio Rattín (1956-1970)
- Ángel Clemente Rojas (1963-1971)
- Diego Maradona (1981-1982, 1995-1997)
- Juan Román Riquelme (1996-2002, 2007-2014)
- Martín Palermo (1997-2001, 2004-2011)
- Carlos Tévez (2001-2004, 2015-2016, od 2018)

## Rekordy

### Nejlepší sřelci v historii klubu
| Pořadí. | Hráč                   | Pozice | Doba působení    | Góly |
| ------- | ---------------------- | ------ | ---------------- | ---- |
| 1       | Martín Palermo         | FW     | 1997–01; 2004–11 | 236  |
| 2       | Roberto Cherro         | FW     | 1926–38          | 221  |
| 3       | Francisco Varallo      | FW     | 1931–39          | 194  |
| 4       | Domingo Tarasconi      | FW     | 1922–32          | 193  |
| 5       | Jaime Sarlanga         | FW     | 1940–48          | 128  |
| 6       | Mario Boyé             | FW     | 1941–49; 1955    | 123  |
| 7       | Delfín Benítez Cáceres | FW     | 1932–38          | 115  |
| 8       | Pío Corcuera           | FW     | 1941–48          | 98   |
| 9       | Pedro Calomino         | FW     | 1911–13; 1915–24 | 96   |
| 10      | Juan Román Riquelme    | MF     | 1996–02; 2007-14 | 87   |

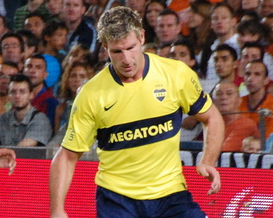
Martín Palermo je historicky nejlepším střelcem klubu.

poslední úprava 18. srpna 2013 – Nejlepší střelci v historii klubu Archivováno 6. 7. 2011 na Wayback Machine. na historiadeboca.com.ar 

### Hráči s nejvíce odehranými zápasy
| Pořadí | Hráč                   | Pozice | Doba působení      | Počet utkání |
| ------ | ---------------------- | ------ | ------------------ | ------------ |
| 1      | Roberto Mouzo          | DF     | 1971–84            | 426          |
| 2      | Hugo Gatti             | GK     | 1976–88            | 417          |
| 3      | Silvio Marzolini       | DF     | 1960–72            | 408          |
| 4      | Martín Palermo         | FW     | 1997–2001; 2004–11 | 404          |
| 5      | Carlos Navarro Montoya | GK     | 1988–96            | 400          |
| 6      | Antonio Rattín         | MF     | 1956–70            | 382          |
| 7      | Ernesto Lazzatti       | MF     | 1934–47            | 379          |
| 8      | Rubén Suñé             | MF     | 1967–72; 1976–80   | 377          |
| 9      | Juan Román Riquelme    | MF     | 1996–2002, 2007–14 | 370          |
| 10     | Natalio Pescia         | MF     | 1942–56            | 365          |

## Úspěchy
- 34× vítěz argentinské ligy (1919, 1920, 1923, 1924, 1926, 1930, 1931, 1934, 1935, 1940, 1943, 1944, 1954, 1962, 1964, 1965, 1969, 1970, 1976, 1976, 1981, 1992-Apertura, 1998-A, 1999-Clausura, 2000-A, 2003-A, 2005-A, 2006-C, 2008-A, 2011-A, 2015, 2016/17, 2017/18, 2019/20)[4]
- 3× vítěz argentinského poháru (1969, 2012, 2015)[5]
- 3× vítěz Interkontinentálního poháru (1977, 2000, 2003)
- 6× vítěz Copa Libertadores (1977, 1978, 2000, 2001, 2003, 2007)
- 2× vítěz Copa Sudamericana (2004, 2005)
- 4× vítěz Recopa Sudamericana (1990, 2005, 2006, 2008)
- 1× vítěz Supercopa Sudamericana (1989)